# عزری نامور
عزری نامور (انگلیسی: Ezri Namvar؛ زادهٔ ۱۹۵۲) کارآفرین، سرمایه‌گذار، نیکوکار آمریکایی ایرانی‌تبار است. وی بنیانگذار شرکت نامکو کپیتال می‌باشد و هم‌اکنون به‌عنوان مدیرعامل و رئیس هیئت مدیره این شرکت سرمایه‌گذاری فعالیت می‌کند و از طریق نامکو کپیتال، مالکیت بیش از ۱۵۰ ساختمان تجاری و مسکونی را در ایالت‌های کالیفرنیا، نیویورک، نوادا و آریزونا در اختیار دارد. نامور همچنین مالک شعبه‌هایی از هتل‌های زنجیره‌ای مرییات در داون‌تاون لس آنجلس، کال نوا کازینو، بانک سکیوریتی پسیفیک (مستقر در داون‌تاون لس آنجلس) و نیز هتل آنجلینو (واقع در وست‌وود، لس‌آنجلس) می‌باشد. وی در پی بحران مالی ۲۰۰۸-۲۰۰۷ به دلیل شکایت سرمایه‌گذاران، توسط اف‌بی‌آی دستگیر شد و مدت ۷ سال را در زندان سپری نمود.